# Реби, Давид Ильич
Дави́д Ильи́ч Реби́ (укр. Давід Ілліч Ребі; 18 апреля 1922, Евпатория, Крымская АССР — 22 апреля 2019, Симферополь) — советский и украинский  художник, педагог, публицист, общественный деятель, автор учебника «Крымчакский язык», переводчик фольклорных произведений, написанных еврейским алфавитом, автор галереи портретов своих соплеменников, один из последних носителей исчезающего крымчакского языка. Идеолог возрождения тенгрианства среди крымчаков. Заслуженный работник культуры Украины (2012).

## Биография
Родился 18 апреля 1922 года в крымчакской семье. Детство и юность провёл в Евпатории. В юности слушал крымчакские песни, которые пела его мать, и сказки, которые рассказывала бабушка; говорил на родном языке и рос в среде своего народа. С семи лет пошёл в школу. В 1939 году окончил среднюю школу и поступил в 1-е Краснознамённое артиллерийское училище в г. Киеве. В мае 1941 года окончил училище в звании «лейтенант» и с первых дней Великой Отечественной войны — на фронте. В конце 1942 года попал в плен. Освобождён советскими войсками в апреле 1945 года. Во время войны все его родные и близкие были убиты немцами. Брат, служивший во флоте в Севастополе, погиб в 1944 году.
После войны уехал в Ленинград, где поступил в Ленинградский филиал Московского заочного полиграфического института. В 1959 году окончил институт, получив специальность редактора художественной литературы. В 1958—1961 годах работал редактором в Ленинградском отделении издательства «Советский писатель». В 1968 году вернулся в Крым.
Жена — Мира, еврейка.
Умер 22 апреля 2019 года в Симферополе.

## Культурно-просветительская деятельность
8 октября 1989 года в Симферополе создано культурно-просветительское общество «Кърымчахлар». Д. И. Реби с момента создания общества «Кьрымчахлар» является членом правления, в 1992—1997 годах был его председателем. Возглавляет научный совет Крымского общества крымчаков «Кърымчахлар».
При обществе «Кърымчахлар» была организована воскресная «Школа дедушки и внука», преподавал в которой Давид Ильич. Он вёл уроки крымчакского языка, учил других и учился сам языку, на котором не разговаривал пятьдесят лет. За годы преподавательской работы накопился материал, лёгший в основу учебного пособия «Крымчакский язык» (фонетика, морфология, синтаксис). В 1997 году это пособие, переработанное и дополненное, было опубликовано Российской Академией Наук (Д. И. Реби, Б. М. Ачкинази, И. В. Ачкинази «Языки мира. Тюркские языки», М., изд-во «Индрик», 1997 г.). Несмотря на все свои достоинства, в работе автору не удалось избежать недочётов. Так, на странице 53, «авода-зара» переводится как «родина», хотя в действительности это словосочетание, заимствованное из иврита, означает «идолопоклонство».
Ему удалось освоить чтение крымчакских рукописей, так называемых «джонок», написанных еврейским алфавитом. В джонке Ш. Х. Бакши он прочёл сказку «Ашик Кариб» и перевёл её со старинного тюркского языка на русский, а из джонки И. Ю. Габая перевёл сказку «Падишах, его сын и Красивейшая в мире». В 2000 году опубликована книга «Крымчаки», в которой собраны переводы сказок и песен крымчакского народа.

## Награды
Награждён боевыми и трудовыми орденами и медалями. Является лауреатом премии имени Е. Пейсаха. За вклад в возрождение и развитие культуры крымчаков награждён почетными грамотами правительства Украины и Республики Крым. Д. И. Реби — почётный член Крымской Академии Наук. За выдающиеся заслуги в деле сохранения культурного наследия крымчакского народа и плодотворной научно-литературной деятельности Указом Президента Украины ему присвоено звание «Заслуженный работник культуры Украины». Лауреат премии АР Крым в номинации «Вклад в миротворческую деятельность, развитие и процветание Крыма» (2013) за книгу «Письменное наследие крымчаков».

## Список работ
- Реби Д. И. Письменное наследие крымчаков. — Симферополь, 2010. — 344 С. — ISBN 978-966-366-450-7
- Реби Д. И. Крымчакский язык. Крымчакско-русский словарь. — Симферополь, 2008. — 208 С. — ISBN 978-966-366-149-0
- Реби Д. И. О чем поведали «джонки» // Кърымчахлар — Симферополь, 2005. — C. 24-27
- Реби Д. И. Воспоминания об Э. Р. Тенишеве // Кърымчахлар. — Симферополь, 2005. — C. 63-66
- Реби Д. И. Крымчакский язык. Крымчакско-русский словарь[: 3500 слов]. — Симферополь, 2004. — ISBN 966-8584-26-0
- Реби Д. И. Изучаем крымчакский язык. — Симферополь, 1993.
- Реби Д. И. Крымчакский язык. Кърымчах тыльы. — Севастополь, 1996.
- Реби Д., Ачкинази Б., Ачкинази И. Крымчакский язык // Языки мира. Тюркские языки. — Бишкек, 1997.
- Реби Д. И., Ачкинази Б. М., Ачкинази И. В. Крымчакский язык // Языки мира: Тюркские языки. — М., 1997.